# 밤을 먹고 사는 여인
"밤을 먹고 사는 여인"은 한국에서 제작된 리쭤난 감독의 1985년 영화이다. 김민경 등이 주연으로 출연하였고 김치한 등이 제작에 참여하였다.

## 출연

### 주연
- 김민경
- 김석훈
- 선우일란

## 기타
- 조명: 정덕규
- 미술: 김유준